# Gisele Florentino
 Gisele Cristina Florentino (Santo André,1 de agosto de 1973) é uma ex- voleibolista indoor brasileira que atuando como Levantadora e que serviu a Seleção Brasileira desde as categorias de base, conquistando a medalha de prata no Campeonato Mundial Infanto-Juvenil de 1989  realizado no Brasil , mesmo resulto obtido no Campeonato Mundial Juvenil de 1991 na República Tcheca; obteve também o título do Campeonato Sul-Americano Juvenil de 1992 na Bolívia, disputou o Campeonato Mundial Juvenil de 1993.Representou a seleção principal na conquista do bicampeonato do Campeonato Sul-Americano nos anos  de 1997 e 1999, realizados no Peru e Venezuela, respectivamente. Foi medalhista de ouro no Grand Prix de 1998, de bronze na Copa do Mundo do Japão em 1999; foi semifinalista na Copa dos Campeões de 2001 no Japão e semifinalista no Grand Prix 2002 em Hong Kong.Em clubes foi medalhista de de ouro no Campeonato Sul-Americano de Clubes de 1994, na Colômbia e a de prata na edição realizada em 1996 no Peru, conquistou a prata no extinto Torneio Salonpas Cup  e ouro no Torneio Internacional Top Volley, ambas em 2004.Disputou duas edições da Liga dos Campeões da Europa na temporada 2002-03 e 2005-06, nesta última obteve a medalha de prata.

## Carreira
Gisele  começou no voleibol em 1982 e foi revelada nas categorias de base da Pirelli e neste integrou a equipe profissional em 1984.
Fez parte  das categorias de base da Seleção Brasileira, sendo sua estreia internacional na edição dos Jogos Mundial da Juventude de 1989 em Curitiba-Brasil , reconhecido pela Fivb com o a edição do Campeonato Mundial Infanto-Juvenil, ocasião que  foi medalhista de prata.
Em 1991 voltou a servir a Seleção Brasileira na edição do Campeonato Mundial Juvenil  em Brno-República Tcheca  e conquistou a medalha de prata neste edição.No ano seguinte conquistou o título do Campeonato Sul-Americano Juvenil em Oruro-Bolívia.
No ano de 1993 representou novamente a Seleção Brasileira na edição  do Campeonato Mundial Juvenil, realizado nas cidades brasileiras de Brasília e Campinas, ocasião que encerrou na sétima posição.Na temporada 1993-94 foi atleta do Leite Moça/Sorocaba.
Pelo Nossa Caixa/Recra disputou a edição do Campeonato Sul-Americano de Clubes de 1994 em Medellín e conquistou a medalha de ouro.
Na temporada seguinte foi contratada pelo Transmontano/J.C. Amaral comandada pelo técnico Chico dos Santos e encerrou na quarta posição por este clube na Superliga Brasileira A 1995-96 e conquistou por esta equipe a prata no Campeonato Sul-Americano de Clubes de 1996 em Lima-Peru.
Em 1997 foi convocada pelo técnico Bernardo Rezende e conquistou o título do Campeonato Sul-Americano em Lima-Peru .Atuou pelo MRV Suggar/Minas na jornada esportiva 1997-98 e conquistou o bronze na correspondente Superliga Brasileira A.
Em 1998 disputou pela Seleção Brasileira a edição do Grand Prix cuja fase final deu-se em Hong Kong e conquistou a medalha de ouro na edição.Nas competições de 1998-99 defendeu o  BCN/Osasco optando em estar mais perto da família conquistou o ouro nos Jogos Abertos do Interior de 1998 realizados na cidade de Araçatuba e encerrou na quinta posição  na referente Superliga Brasileira A.
No ano de 1999 voltou  a servir a Seleção Brasileira e  conquistou seu bicampeonato consecutivo no Campeonato Sul-Americano, disputado em Valencia-Venezuela.Nesse mesmo ano também foi convocada para Seleção Brasileira para disputar a Copa do Mundo do Japão, quando sagrou-se medalhista de bronze desta edição.
Em sua segunda temporada consecutiva pelo BCN/Osasco, foi bicampeã dos Jogos Abertos e campeã da Copa Brasil, ambos resultados em 1999, avançou a semifinal e conquistou o bronze na correspondente Superliga Brasileira A 1999-00.
Transferiu-se para o Flamengo para as disputas do período 2000-01 e por este clube foi vice-campeã da Supercopa dos Campeões em Uberlândia , vice-campeã do Campeonato Carioca de 2000 e obteve o inédito título para seu clube da Superliga Brasileira A referente a tal jornada.
Em 2001 foi convocada para Seleção Brasileira e disputou a Copa dos Campeões realizada no Japão, sendo semifinalista, encerrando na quarta colocação.Na jornada seguinte  reforçou a equipe do ACF/Prefeitura de Campos conquistando o título do Campeonato Carioca em 2001, também disputando no mesmo ano conquistou o título do Campeonato Paranaense, da Taça Premium e da Copa Sudeste, além dos vice-campeonatos do Grand Prix Brasil  e da Supercopa .E na Superliga Brasileira A 2001-02 encerrou na quarta posição.
Pela seleção principal disputou o Grand Prix de 2002 cuja fase final ocorreu em Hong Kong, sob o comando de Marco Aurélio Motta,quando vestiu a camisa#9, sendo das mais experientes do grupo totalmente renovado após desistência de grandes estrelas do vôlei da época, por problemas com este treinador, mas chegou ao surpreendente quarto lugar ao final da competição.
Pela primeira vez atuou no voleibol europeu, quando defendeu o Club Voleibol Diego Porcelos patrocinado pela  Universidad de Burgos  na temporada 2002-03, por este foi vice-campeã da Copa da Rainha da Espanha de 2003 eleita a Melhor Levantadora da edição, e alcançou o bronze na Superliga Espanhola A correspondente.Ainda por este clube disputou  a Liga dos Campeões da Europa 2002-03, esteve no Grupo D, e avançou desta etapa em segundo lugar para as quartas de final, quando sofreu eliminação.
Repatriada pelo MRV/Minas, ela o representa nas disputas do calendário esportivo 2003-04,  e  seu clube representou o São Bernardo Tênis Clube, com alcunha MRV/São Bernardo nas competições do Estado de São Paulo, obtendo de forma invicta o ouro nos Jogos Abertos de 2003  em Santos.
Em 2003 foi convocada para Seleção Brasileira para disputar o Campeonato Sul-Americano de Bogotá-Colômbia mas pediu dispensa médica através de carta  através de seu clube MRV/Minas onde alegava não ter condições para treinar com o grupo.
Disputou pelo MRV/São Bernardo o Campeonato Paulista de 2003, época que era a capitã da equipe e esteve afastada por três semanas devido  uma ruptura no tendão do pé direito , retornando na derrota nas semifinais desta competição alcançando o bronze na edição, mesmo resultado obtido e alcançou pelo MRV/Minas o vice-campeonato da Superliga Brasileira A 2003-04.
Na temporada 2004-05 defendeu o  Finasa/Osasco , conquistou o vice-campeonato do Salonpas Cup 2004, cujo técnico era José Roberto Guimarães, campeã do Torneio Internacional Top Volley na Basiléia-Suíça  e neste mesmo ano foi ouro nos Jogos Regionais e obteve o título da Copa São Paulo, mesmo feito obtido  quando disputou o Campeonato Paulista, ocasião que obteve o título nesta competição e deixou o clube no início da competição da Superliga Brasileira A 2004-05.
Em 2004 convocada para Seleção Brasileira em preparação dos Jogos Olímpicos de Verão em Atenas  foi inscrita no Grand Prix deste mesmo  e não foi convocada para disputar a referida Olimpíada.
Na temporada 2004-05 defendeu o  UCAM Murcia na Copa da Rainha de 2005 e alcançou o sexto lugar na Superliga Espanhola A correspondente.Continuou  na Europa e assinou contrato com o RC Cannes conquistou o título da Liga A Francesa 2005-06 e da Copa da França de 2006.Disputou a Liga dos campeões da Europa 2005-06, cuja final foi em Cannes-França e alcançou  a medalha de prata.
Despertou o interesse do Tecnomec Forlì na temporada 2006-07 e neste disputou a Liga A1 Italiana, encerrando na décima segunda colocação e jogou a primeira fase da Copa A1 Italiana, encerrando em terceiro no Grupo B.No período seguinte foi contratada pelo Ícaro Palma  e conquistou o vice-campeonato da Superliga Espanhola A 2007-08 e o bronze na Copa da Rainha da Espanha de 2008

## Clubes
| Clube                    | País    | De   | Até  |
| ------------------------ | ------- | ---- | ---- |
| Leite Moça               | Brasil  | 1993 | 1994 |
| Nossa Caixa/Recra        | Brasil  | 1994 | 1995 |
| Transmontano/J.C. Amaral | Brasil  | 1995 | 1996 |
| MRV-Suggar/Minas         | Brasil  | 1997 | 1998 |
| BCN/Osasco               | Brasil  | 1998 | 2000 |
| C.R. Flamengo            | Brasil  | 2000 | 2001 |
| Automóvel Clube/Campos   | Brasil  | 2001 | 2002 |
| Universidad de Burgos    | Espanha | 2002 | 2003 |
| MRV/Minas                | Brasil  | 2003 | 2004 |
| Finasa/Osasco            | Brasil  | 2004 | 2004 |
| UCAM Murcia              | Espanha | 2004 | 2005 |
| RC Cannes                | França  | 2005 | 2006 |
| Tecnomec Forli           | Itália  | 2006 | 2007 |
| Club 15-15               | Espanha | 2007 | 2008 |

## Títulos e resultados
- Copa dos Campeões:2001[3][5]
- Grand Prix:2002[33]
- Superliga Brasileira A:2000-01[2]
- Superliga Brasileira A:2003-04[15].
- Superliga Brasileira A: 1997-98, 1999-00[15]
- Liga A Francesa:2005-06[54][56]
- Superliga Brasileira A: 2001-02, 2003-04[15]
- Superliga Espanhola A:2007-08[60]
- Superliga Espanhola A:2002-03[37]
- Supercopa de Clubes Campeões:2000[25]
- Supercopa de Clubes Campeões:2001[31]
- Copa da França:2006 [55][56]
- Copa de S.M. Rainha da Espanha:2003[35]
- Copa de S.M. Rainha da Espanha:2008[61]
- Copa Brasil:1999[23]
- Taça Premium:2001[31]
- Grand Prix de CLubes:2001[31]
- Jogos Regionais de São Paulo:2004
- Jogos Abertos do Interior de São Paulo:1998 e 1999[23], 2003 [39]
- Campeonato Paulista:2004[48]
- Campeonato Paulista:2003 [43]
- Campeonato Carioca:2001[28]
- Campeonato Carioca:2000 [26]
- Campeonato Paranaense:2001[31]
- Copa Sudeste:2001[31]
- Copa São Paulo:2004

## Premiações individuais
- Melhor Levantadora da  Copa de S.M. Rainha da Espanha de 2003 [36]